# 2021年カタールグランプリ (4輪)
2021年カタールグランプリ（英: 2021 Qatar Grand Prix）は、2021年のF1世界選手権第20戦として、2021年11月21日にロサイル・インターナショナル・サーキットで開催された。
正式名称は「Formula 1 Ooredoo Qatar Grand Prix 2021」。

## 背景
サンパウロGP後のチャンピオンシップ順位
ドライバーズタイトルは、サンパウロGPで優勝したハミルトンがフェルスタッペンとの差を14ポイントまで縮めている。コンストラクターズタイトルでは、メルセデスが1位と3位、レッドブルが2位と4位だったことから、メルセデスがリードを11ポイントに広げている。
チャンピオンシップの行方
ドライバーズタイトルに関しては、カタールGPの結果によって、以下の状況となる。
- ハミルトンは、フェルスタッペンとの差が17ポイント以上になった場合、自力でのタイトル獲得の可能性が消滅する。
- フェルスタッペンは、ハミルトンとの差が27ポイント以上の状況となった場合、第21戦サウジアラビアGPでの同タイトル決定の可能性が浮上することとなる。

タイヤ
本レースでピレリが持ち込むドライ用タイヤのコンパウンドはハード（白）：C1、ミディアム（黄）：C2、ソフト（赤）：C3の固めの組み合わせ。
DRS：1箇所
- DRS：ターン16から200m先より（ターン16の手前120m）

※（）内は検知ポイント
その他
- 11月16日にアルファロメオはアントニオ・ジョヴィナッツィに代わり、2022年から周冠宇を起用すると発表した。

## エントリーリスト
レギュラーシートについては前戦サンパウロGPから変更なし。

## フリー走行
FP1
11月19日 13:30 AST(UTC+3)
トップはマックス・フェルスタッペン。初開催のコースだったため、コースの習熟に取り組むセッションとなった。車を大きく破損させるクラッシュはなかったが、縁石に乗り上げてフロアやウイングなどを損傷する車が見られた。
FP2
11月19日 17:00 AST(UTC+3)
トップはバルテリ・ボッタス。予選や決勝と同時刻帯で行われたセッション。レッドブル勢はDRS稼働時にフラップがバタつくトラブルが発生していた。
FP3
11月20日 14:00 AST(UTC+3)
トップはバルテリ・ボッタス。2番手にルイス・ハミルトンが続き、メルセデス勢が1-2とした。このセッションでもレッドブル勢のDRSに不具合が発生しており、メカニックが作業する場面が見られた。

## 予選
11月20日 17:00 AST(UTC+3)（文章の出典）
ポールはルイス・ハミルトンで全セクターで最速だった。2番手にはマックス・フェルスタッペンだったが+0.455秒という大差がついたほか、Q2ではセルジオ・ペレスが敗退するなどレッドブル勢にとって厳しい結果となった。予選後にフェルスタッペンとボッタスに対し、黄旗無視によるグリッド降格ペナルティの裁定が下った。

### 予選結果
| 順位                | No. | ドライバー                   | コンストラクター              | Q1       | Q2       | Q3       | Grid |
| ------------------- | --- | ---------------------------- | ----------------------------- | -------- | -------- | -------- | ---- |
| 1                   | 44  | ルイス・ハミルトン           | メルセデス                    | 1:21.901 | 1:21.682 | 1:20.827 | 1    |
| 2                   | 33  | マックス・フェルスタッペン   | レッドブル-ホンダ             | 1:21.996 | 1:21.984 | 1:21.424 | 71   |
| 3                   | 77  | バルテリ・ボッタス           | メルセデス                    | 1:22.016 | 1:21.991 | 1:21.478 | 62   |
| 4                   | 10  | ピエール・ガスリー           | アルファタウリ-ホンダ         | 1:22.535 | 1:21.728 | 1:21.640 | 2    |
| 5                   | 14  | フェルナンド・アロンソ       | アルピーヌ-ルノー             | 1:22.422 | 1:21.894 | 1:21.670 | 3    |
| 6                   | 4   | ランド・ノリス               | マクラーレン-メルセデス       | 1:22.839 | 1:22.216 | 1:21.731 | 4    |
| 7                   | 55  | カルロス・サインツ           | フェラーリ                    | 1:22.304 | 1:22.241 | 1:21.840 | 5    |
| 8                   | 22  | 角田裕毅                     | アルファタウリ-ホンダ         | 1:22.458 | 1:22.058 | 1:21.881 | 8    |
| 9                   | 31  | エステバン・オコン           | アルピーヌ-ルノー             | 1:22.565 | 1:22.012 | 1:22.028 | 9    |
| 10                  | 5   | セバスチャン・ベッテル       | アストンマーティン-メルセデス | 1:22.549 | 1:22.146 | 1:22.785 | 10   |
| 11                  | 11  | セルジオ・ペレス             | レッドブル-ホンダ             | 1:22.398 | 1:22.346 |          | 11   |
| 12                  | 16  | ランス・ストロール           | アストンマーティン-メルセデス | 1:22.551 | 1:22.460 |          | 12   |
| 13                  | 16  | シャルル・ルクレール         | フェラーリ                    | 1:22.742 | 1:22.463 |          | 13   |
| 14                  | 3   | ダニエル・リカルド           | マクラーレン-メルセデス       | 1:22.688 | 1:22.597 |          | 14   |
| 15                  | 63  | ジョージ・ラッセル           | ウィリアムズ-メルセデス       | 1:22.863 | 1:22.756 |          | 15   |
| 16                  | 7   | キミ・ライコネン             | アルファロメオ-フェラーリ     | 1:23.156 |          |          | 16   |
| 17                  | 6   | ニコラス・ラティフィ         | ウィリアムズ-メルセデス       | 1:23.213 |          |          | 17   |
| 18                  | 99  | アントニオ・ジョヴィナッツィ | アルファロメオ-フェラーリ     | 1:23.262 |          |          | 18   |
| 19                  | 47  | ミック・シューマッハ         | ハース-フェラーリ             | 1:23.407 |          |          | 19   |
| 20                  | 9   | ニキータ・マゼピン           | ハース-フェラーリ             | 1:25.859 |          |          | 20   |
| 107% time: 1:27.634 |     |                              |                               |          |          |          |      |
| ソース:             |     |                              |                               |          |          |          |      |

追記
- ^1 – フェルスタッペンはダブル・イエローフラッグを無視したとして5グリッド降格ペナルティ[13]。
- ^2 – ボッタスはシングルイエローフラッグを無視したとして3グリッド降格ペナルティ[13]。

## 決勝
11月21日 17:00 AST(UTC+3)（文章の出典）
優勝はルイス・ハミルトンで今季7勝目。2番手には7位スタートだったマックス・フェルスタッペン、3番手にはフェルナンド・アロンソ。アロンソの表彰台登壇は2014年ハンガリーGP以来7年ぶりで復帰後初となった。
7番手スタートのフェルスタッペンはスタート直後に4番手まで浮上し、5周目には2番手となった。レース中盤からタイヤトラブルが相次ぎ、ボッタスは左フロントのパンクによりコースオフ、レースへ復帰したものの48周目にリタイア。ウィリアムズ勢2台にも同様のトラブルが相次ぎ、ニコラス・ラティフィはピットへ戻れずリタイア。この車両回収のために残り3周でVSCが導入された。フェルスタッペンは再びソフトタイヤへ履き替え、VSC解除後にファステストラップを記録しボーナスポイントを獲得した。

### レース結果
| 順位    | No. | ドライバー                   | コンストラクター              | 周回数 | タイム/リタイア原因   | Grid | Pts. |
| ------- | --- | ---------------------------- | ----------------------------- | ------ | --------------------- | ---- | ---- |
| 1       | 44  | ルイス・ハミルトン           | メルセデス                    | 57     | 1:24:28.471           | 1    | 25   |
| 2       | 33  | マックス・フェルスタッペン   | レッドブル-ホンダ             | 57     | +25.743               | 7    | 19FL |
| 3       | 14  | フェルナンド・アロンソ       | アルピーヌ-ルノー             | 57     | +59.457               | 3    | 15   |
| 4       | 11  | セルジオ・ペレス             | レッドブル-ホンダ             | 57     | +62.306               | 11   | 12   |
| 5       | 31  | エステバン・オコン           | アルピーヌ-ルノー             | 57     | +80.570               | 9    | 10   |
| 6       | 18  | ランス・ストロール           | アストンマーティン-メルセデス | 57     | +81.274               | 12   | 8    |
| 7       | 55  | カルロス・サインツ           | フェラーリ                    | 57     | +81.911               | 5    | 6    |
| 8       | 16  | シャルル・ルクレール         | フェラーリ                    | 57     | +83.126               | 13   | 4    |
| 9       | 4   | ランド・ノリス               | マクラーレン-メルセデス       | 56     | +1 Lap                | 4    | 2    |
| 10      | 5   | セバスチャン・ベッテル       | アストンマーティン-メルセデス | 56     | +1 Lap                | 10   | 1    |
| 11      | 10  | ピエール・ガスリー           | アルファタウリ-ホンダ         | 56     | +1 Lap                | 2    |      |
| 12      | 3   | ダニエル・リカルド           | マクラーレン-メルセデス       | 56     | +1 Lap                | 14   |      |
| 13      | 22  | 角田裕毅                     | アルファタウリ-ホンダ         | 56     | +1 Lap                | 8    |      |
| 14      | 7   | キミ・ライコネン             | アルファロメオ-フェラーリ     | 56     | +1 Lap                | 16   |      |
| 15      | 99  | アントニオ・ジョヴィナッツィ | アルファロメオ-フェラーリ     | 56     | +1 Lap                | 18   |      |
| 16      | 47  | ミック・シューマッハ         | ハース-フェラーリ             | 56     | +1 Lap                | 19   |      |
| 17      | 63  | ジョージ・ラッセル           | ウィリアムズ-メルセデス       | 55     | +2 Laps               | 15   |      |
| 18      | 9   | ニキータ・マゼピン           | ハース-フェラーリ             | 55     | +2 Laps               | 20   |      |
| Ret     | 6   | ニコラス・ラティフィ         | ウィリアムズ-メルセデス       | 50     | パンク                | 17   |      |
| Ret     | 77  | バルテリ・ボッタス           | メルセデス                    | 48     | パンク/マシンダメージ | 6    |      |
| ソース: |     |                              |                               |        |                       |      |      |

#### 追記
- ^FL - ファステストラップの1点を含む

## 第20戦終了時点のランキング
|         | 順位 | ドライバー                 | ポイント |
| ------- | ---- | -------------------------- | -------- |
|         | 1    | マックス・フェルスタッペン | 351.5    |
|         | 2    | ルイス・ハミルトン         | 343.5    |
|         | 3    | バルテリ・ボッタス         | 203      |
|         | 4    | セルジオ・ペレス           | 190      |
|         | 5    | ランド・ノリス             | 153      |
| ソース: |      |                            |          |

|         | 順位 | コンストラクター        | ポイント |
| ------- | ---- | ----------------------- | -------- |
|         | 1    | メルセデス              | 546.5    |
|         | 2    | レッドブル-ホンダ       | 541.5    |
|         | 3    | フェラーリ              | 297.5    |
|         | 4    | マクラーレン-メルセデス | 258      |
|         | 5    | アルピーヌ              | 137      |
| ソース: |      |                         |          |

|         | 順位 | ドライバー                 | 獲得数 |
| ------- | ---- | -------------------------- | ------ |
|         | 1    | ルイス・ハミルトン         | 5      |
|         | 2    | マックス・フェルスタッペン | 5      |
|         | 3    | バルテリ・ボッタス         | 4      |
|         | 4    | セルジオ・ペレス           | 1      |
|         | 5    | ピエール・ガスリー         | 1      |
| ソース: |      |                            |        |

- 注：いずれもトップ5まで掲載。
- 注：ファストテストラップアワードは同数の場合、カウントバック方式がとられている。